# Iwan Graczow
Iwan Matwiejewicz Graczow (Władimir Aleksiejewicz Kopyłow), ros. Иван Матвеевич Грачев (Владимир Алексеевич Копылов) (ur. 11 marca 1912 w Manianie w guberni czelabińskiej, zm. ? we Frankfurcie nad Menem) – radziecki wojskowy (major), dowódca batalionu Rosyjskiej Narodowej Armii Ludowej, wykładowca w niemieckich szkołach wywiadowczych, a następnie szef oddziału wywiadowczego sztabu Sił Zbrojnych Komitetu Wyzwolenia Narodów Rosji podczas II wojny światowej, działacz emigracyjny, współpracownik amerykańskich służb specjalnych.
W 1927 r. ukończył szkołę 7-klasową. 
Pod koniec września 1929 został zmobilizowany do Armii Czerwonej. W lipcu 1931 ukończył szkołę wojskową im OCKW, po czym objął w niej dowództwo pododdziału szkoleniowego. Od marca 1932 dowodził plutonem 279 Pułku Strzeleckiego. W kwietniu 1933 został dowódcą plutonu szkoły pułkowej. Od lutego 1934 dowodził kompanią pułku. W lutym 1936 awansował do stopnia porucznika. W czerwcu tego roku objął funkcję szefa sztabu batalionu pułku. W kwietniu 1938 został dowódcą 3 oddziału ałtajskiego krajowego komisariatu wojennego. W listopadzie 1939 awansował na kapitana. 
Od lipca 1941 był starszym zastępcą szefa 1 wydziału oddziału wywiadowczego sztabu Frontu Zachodniego. We wrześniu tego roku w stopniu majora objął taką samą funkcję w sztabie Frontu Leningradzkiego. Wkrótce dostał się do niewoli niemieckiej. 
Latem 1942 r. wstąpił do Rosyjskiej Narodowej Armii Ludowej (RNNA). Objął dowództwo jednego z batalionów. Po przeformowaniu RNNA w 700 Wschodni Pułk Specjalnego Przeznaczenia w lutym 1943 r., odkomenderowano go do szkoły wywiadowczej Abwehry jako wykładowcę. Od września tego roku wykładał w szkole wywiadowczej w Parkanach pod Tyraspolem, zaś od grudnia w szkole w okupowanej Estonii. Pod koniec 1944 r. stanął na czele oddziału wywiadowczego sztabu Sił Zbrojnych Komitetu Wyzwolenia Narodów Rosji. Organizował wywiad i kontrwywiad „własowski”. W lutym 1945 r. awansował na podpułkownika. 9 maja tego roku wraz ze sztabem i częścią oddziałów Sił Zbrojnych KONR poddał się Amerykanom. Przebywał w obozach jenieckich we wsi Kladenské Rovné, mieście Friedbeg, a następnie Ganacker, skąd udało mu się zbiec. Z tego powodu uniknął repatriacji do ZSRR. Z pomocą działaczy emigracyjnego Narodowego Związku Pracujących (NTS) ukrywał się w obozie dla przesiedleńców w Mehenhof pod Kasselem. Wstąpił tam do NTS. Utworzył służbę bezpieczeństwa NTS. Współpracował z amerykańskimi służbami specjalnymi. Pod koniec lat 40. rozpoznał jako sowieckiego szpiega mjr. A. F. Czikałowa, byłego oficera wywiadu Sił Zbrojnych KONR. W latach 1953–1954 wykładał w amerykańskiej szkole wywiadowczej w Altsee, a następnie w Bad Wiessee.